# 努克什瓦拉鄉

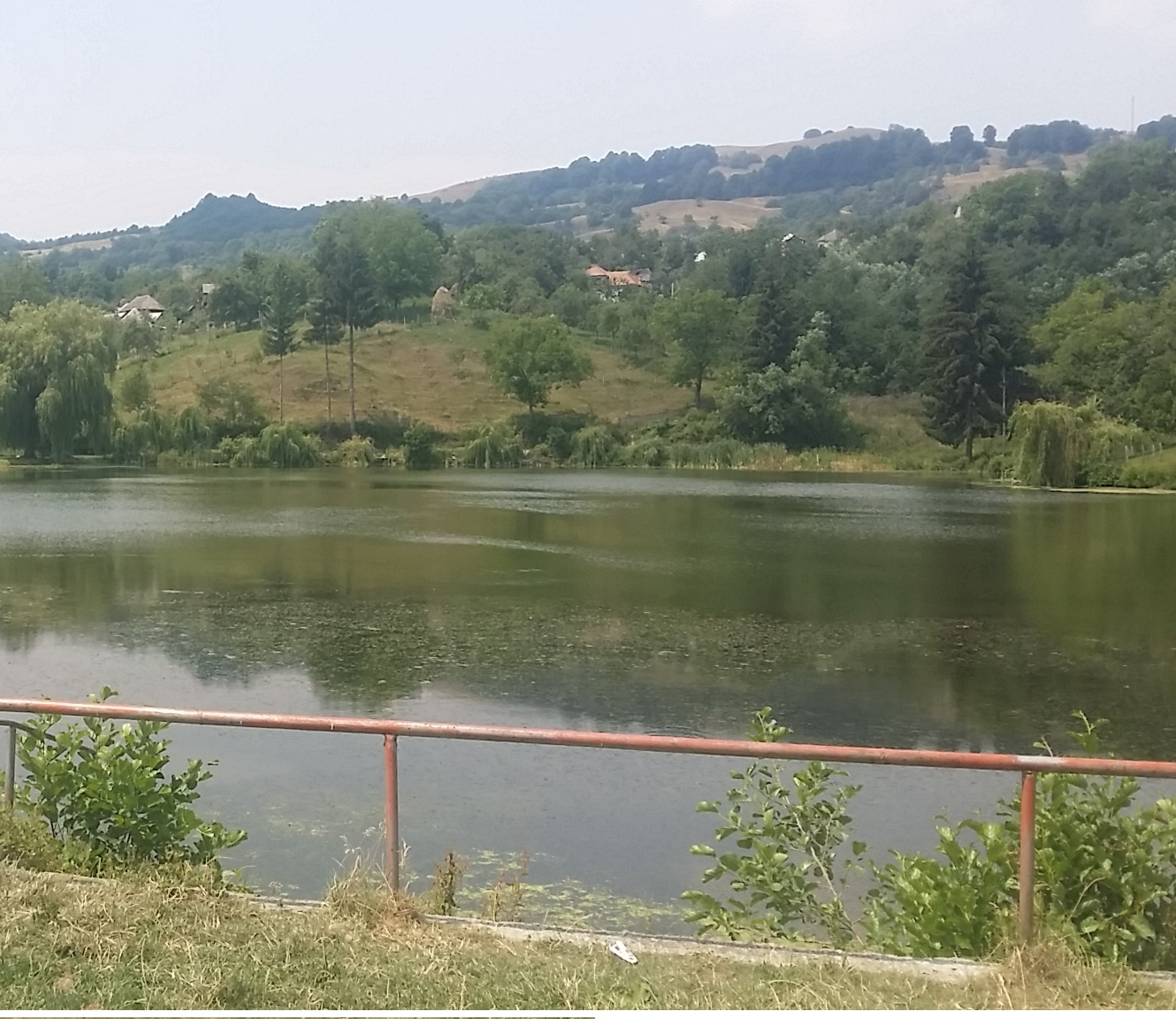
努克什瓦拉鄉

45°28′57″N 22°55′12″E / 45.48250°N 22.92000°E
努克什瓦拉鄉（羅馬尼亞語：Comuna Nucșoara, Argeș），是羅馬尼亞的鄉份，位於該國中南部，由阿爾傑什縣負責管轄，面積437平方公里，海拔高度760米，2007年人口1,562，人口密度每平方公里4人。